# Дискреційна політика
Дискреційна політика — це політика, при якій уряд свідомо маніпулює податками та державними видатками з метою зміни реального обсягу національного виробництва та занятості, контролю за інфляцією та прискоренням економічного зростання.
Знаходиться на одному рівні з грошово-кредитною політикою (ГКП), але на відміну від неї є політикою прямого впливу на економіку.
Інструменти дискреційної політики:
- Зміна програм суспільних робіт та інших програм, пов'язаних з витратами держави;

- Зміна програм «трансфертного типу» (перерозподільчих);

- Циклічні зміни рівня податкових ставок.